# راشد رياض
راشد رياض (بالإنجليزية: Rashid Riaz)‏ ولد في (27 فبراير 1976) لاعب كريكت باكستاني سابق يلعب في الدرجة الأولى. وهو الآن حكم وقد حكم مباريات في مسابقة كأس القائد الأعظم 2015 -2016.

## روابط خارجية
- راشد رياض على موقع إي آس بي آن كريك إنفو (الإنجليزية)